# Microsoft Student Partners
Microsoft Student Partners (MSP) è un'organizzazione di studenti universitari appassionati di nuove tecnologie con il compito di aiutare gli altri studenti ad utilizzare tecnologie Microsoft.

## Dettagli
Il programma Microsoft Student Partners è un'iniziativa mondiale che sponsorizza studenti appassionati di tecnologia.
Il programma focalizza l'attenzione sulla acquisizione di competenze utili nel mondo del lavoro, creare una rete di collaborazione tra studenti, e migliorare il processo di comunicazione tra Microsoft e le community universitarie. I membri della community sono chiamati Microsoft Student Partners.
Il programma incoraggia gli MSP a conoscere le ultime tecnologie Microsoft e a mettere a disposizione della comunità universitaria le proprie conoscenze. Gli MSP organizzano anche eventi pubblici per far conoscere le tecnologie Microsoft.
Per l'anno 2012/2013, i Microsoft Student Partners Italiani sono 36.
Ad ottobre 2008 gli MSP registrati in tutto il mondo sono 1905.
A settembre 2015 gli MSP registrati in Italia sono 70.

## Benefici
Microsoft non offre una remunerazione agli MSP ma una sottoscrizione annuale al servizio MSDN Premium per supportare le loro attività di promozione ed un account Office 365. Microsoft invita i propri MSP ad un meeting annuale e a conferenze sul territorio nazionale.